# Titularbistum Novaliciana
Novaliciana ist ein Titularbistum der römisch-katholischen Kirche.
Es geht zurück auf einen untergegangenen Bischofssitz in der gleichnamigen antiken Stadt, die in der römischen Provinz Mauretania Sitifensis (heute Algerien) lag.
| Titularbischöfe von Novaliciana |                                                     |                                        |                  |                    |
| Nr.                             | Name                                                | Amt                                    | von              | bis                |
| 1                               | Joseph Gregory Vath                                 | Weihbischof in Mobile-Birmingham (USA) | 4. März 1966     | 29. September 1969 |
| 2                               | Héctor Luis Lucas Peña Gómez                        | Weihbischof in Santiago de Cuba (Kuba) | 12. Januar 1970  | 8. Januar 1979     |
| 3                               | Achille Silvestrini Titularerzbischof pro hac vice  | Kurienerzbischof                       | 4. Mai 1979      | 28. Juni 1988      |
| 4                               | Faustino Sainz Muñoz Titularerzbischof pro hac vice | Apostolischer Nuntius                  | 29. Oktober 1988 | 31. Oktober 2012   |
| 5                               | Hubertus van Megen Titularerzbischof pro hac vice   | Apostolischer Nuntius                  | 8. März 2014     |                    |